# Acomys ignitus
Acomys ignitus és una espècie de mamífer rosegador de la família dels múrids. Viu a altituds de fins a 1.000 msnm al nord-est de Tanzània i el sud de Kenya (muntanyes Usambara). Es tracta d'un animal insectívor. El seu hàbitat natural són les zones rocoses de les sabanes seques. És una espècie en risc mínim, és a dir, no sembla que hi hagi cap amenaça significativa per a la seva supervivència.